# 小松菜奈
小松 菜奈（こまつ なな、1996年〈平成8年〉2月16日 - ）は、日本のファッションモデル、女優。
東京都出身。スターダストプロモーション所属。夫は俳優の菅田将暉。

## 略歴
2008年に『ニコ☆プチ』でデビュー。以降、モデルとして様々な雑誌で活躍。山梨県内の帝京第三高校に通いながら芸能活動を両立させ、2014年3月に卒業。高校時代はチアリーディング部に所属しており、全国高等学校サッカー選手権大会の応援でテレビ中継に映り話題となった事もある。
2014年に公開された、中島哲也監督の映画『渇き。』のオーディションで中島監督に抜擢され、主人公の娘、藤島加奈子役で本格的な演技に初挑戦し、女優デビューを果たす。『近キョリ恋愛』では枢木ゆに役で、『バクマン。』では亜豆美保役でヒロインを務めた。
2016年、『溺れるナイフ』で映画初主演を決める。そしてマーティン・スコセッシ監督の映画『沈黙 -サイレンス-』にも出演。
2016年前後からシャネルのブランドアンバサダーを務め始め、2017年5月31日に綱町三井倶楽部で開催されたシャネルの2016-17年 メティエダールコレクション パリ コスモポライトのショーにも出演した。
2019年5月、映画『さよならくちびる』での役柄である門脇麦とのギターデュオ「ハルレオ」として、ミニアルバム『さよならくちびる』でCDデビュー。この映画での演技が評価され、第41回ヨコハマ映画祭主演女優賞を門脇と共に受賞。さらに『来る』と『閉鎖病棟 -それぞれの朝-』での演技も評価され、第44回報知映画賞助演女優賞も受賞した。
2021年11月15日、俳優の菅田将暉と結婚したことをそれぞれのSNSにて連名で発表した。菅田とは『ディストラクション・ベイビーズ』『溺れるナイフ』『糸』などの映画作品で共演し、2018年から「niko and… 」のファッションアンバサダーを3年間共に務めた。
2024年3月9日、第1子を出産したことを双方の所属事務所の公式サイトにて報告した。3月9日はあくまで報告日であり、正確な第1子出産日等の詳細は本人たちと各所属事務所の意向により非公表とされている（勘違いしたファンのSNS等での反応を鵜呑みにした週刊誌記者が専門医に取材し、真に受けた専門医が答える記事が報道されてしまった過去がある）。

## 人物
- 地元は山梨だが[5]、父は佐賀県、母は沖縄県の出身である[22]。兄弟は兄が2人いる[23]。所属事務所のプロフィール欄には東京都出身と記載があるが、理由は不明である。
- 仲の良いモデルは、撮影現場で知り合ったemma。2人で韓国旅行へ行くほどの仲である[24]。女優の清野菜名とも仲が良く、名前が共に「なな」であるため、お互いを「こっちゃん」（小松）、「せっちゃん」（清野）と愛称で呼ぶ[25]。さらに女優の杉咲花とも仲が良い[26]。

- 趣味はカメラ、ショッピング。シャネルのアンバサダーとしてパリを訪れた際には必ずフィルムカメラを持っていき、街の風景や光の陰影を撮影している[27]。特技はダンスとフルート。ダンスは小学3年生から中学3年生まで、フルートは中学時代に習っていた[28]。憧れの女優は蒼井優[29]。

- 兄からは普段はお茶目で笑い上戸な妹だが、いまだに笑いのツボが分からず、幼稚な下ネタ好きな一面があると言われている[23]。

- 休日はアウトドア派でドライブに行ったり、山登りしたり、餃子を食べに宇都宮まで行ったりしている[23]。

## 出演
※  太字は主演。

### 映画
- シャボン玉（2010年） - ナナ 役[30]
- ただいま。（2013年9月28日） - スミレ 役[31]
- 渇き。（2014年6月27日） - 藤島加奈子 役[32][33]
- 近キョリ恋愛（2014年10月11日） - 枢木ゆに 役[34]
- 予告犯（2015年6月6日） - 楓 役[注 2]
- バクマン。（2015年10月3日） - 亜豆美保 役[35]
- 黒崎くんの言いなりになんてならない（2016年2月27日） - 赤羽由宇 役[36]
- ヒーローマニア-生活-（2016年5月7日） - 寺沢カオリ 役[37]
- ディストラクション・ベイビーズ（2016年5月21日） - 那奈 役[38]
- 溺れるナイフ（2016年11月5日） - 望月夏芽 役[注 3][39]
- ぼくは明日、昨日のきみとデートする（2016年12月17日） - 福寿愛美 役[40]
- 沈黙 -サイレンス-（2016年12月23日〈アメリカ〉・2017年1月21日〈日本〉） - モニカ 役[41]
- ジョジョの奇妙な冒険 ダイヤモンドは砕けない 第一章（2017年8月4日） - 山岸由花子 役[42]
- 坂道のアポロン（2018年3月10日） - 迎律子 役[43]
- 恋は雨上がりのように（2018年5月25日） - 橘あきら 役[注 4][44]
- 来る（2018年12月7日） - 比嘉真琴 役[45]
- サムライマラソン（2019年2月22日） - 雪姫 役[46]
- さよならくちびる（2019年5月31日） - レオ 役[注 5][47]
- 閉鎖病棟 -それぞれの朝-（2019年11月1日） - 島崎由紀 役[48]
- 糸（2020年8月21日[注 6]） - 園田葵 役[注 3][50]
- さくら（2020年11月13日） - 長谷川ミキ 役[51][52]
- ムーンライト・シャドウ（2021年9月10日） - さつき 役[53][54]
- 恋する寄生虫（2021年11月12日） - 佐薙ひじり 役[注 7][55]
- 余命10年（2022年3月4日） - 高林茉莉 役[注 8][56][57]
- わたくしどもは。（2024年5月31日） - ミドリ 役[注 9][58][59]
- 8番出口（2025年8月29日公開予定）[60]

### テレビドラマ
- 近キョリ恋愛〜Season Zero〜 最終話（2014年10月11日、日本テレビ） - 枢木ゆに 役
- 夢を与える（2015年5月16日 - 6月6日、WOWOW） - 阿部夕子 役[61]
- 黒崎くんの言いなりになんてならない（2015年12月22日 - 23日、日本テレビ） - ヒロイン・赤羽由宇 役[62]
- スリル!〜赤の章・黒の章〜（NHK） - 中野瞳 役[63]
  - スリル!赤の章〜警視庁庶務係ヒトミの事件簿（2017年2月22日 - 3月15日、NHK総合） - 主演[64]
  - スリル!黒の章〜弁護士・白井真之介の大災難（2017年2月26日 - 3月19日、NHK BSプレミアム）[64]

### WEBドラマ
- dTVオリジナルドラマ 「高台家の人々」（2016年6月4日 - ） - 主演・深丸由布子 役[65]
- 恋は雨上がりのように 〜ポケットの中の願いごと〜（2018年5月2日 - 、GYAO!） - 橘あきら 役[注 10][66]

### ナレーション
- NHKスペシャル 「若冲 天才絵師の謎に迫る」（2016年4月24日、NHK）[67][68]

### CM
- ワオ・コーポレーション 個別指導Axis（2009年3月 - 2010年3月）
- バスキン・ロビンス 31アイスクリーム（2010年 - ）韓国で放送
- 東京建物 東武鉄道 ブリリア有明スカイタワー（2010年1月 - 9月）
- パナソニック モバイルコミュニケーションズ
  - P-07C（2011年6月 - 2012年6月）
  - P-02D（2011年11月 - 2012年11月）
- 資生堂
  - FWB（2012年12月 - ）
  - INTEGRATE（2015年3月 - 2024年6月）
  - マシェリ（2016年）[69]
  - ANESSA（2022年2月 - 2025年2月）
- JR東日本ウォータービジネス FROM AQUA（2013年3月 - ）[70][71]
- NTT docomo dビデオ（2013年8月 - ）[72][73]
- DAIHATSU MOVE（2014年12月 - ）
- 京都きもの友禅（2014年12月 - ）
  - 「小松菜奈・待ってろハタチ」篇（2015年7月 - ）[74]
- アサヒ飲料 三ツ矢サイダー（2015年3月 - 2016年2月）[75][76]
- LINE LINE MUSIC（2015年）[77]
- ロッテ スイーツデイズ 乳酸菌ショコラ（2015年10月 - ）[78][79][80]
- WOWOW「UEFA EURO 2016 マルシェ」（2016年）[81]
- ABCマート「アディダス superstar アナログレコード」篇（2016年3月 - ）[82]
- インターメスティック Zoff「小松菜奈・七変化篇」（2017年4月 - ）[83]
- キリンビバレッジ 晴れと水（2017年5月 - ）[84]
  - 「咲きます。」篇
  - 「夏がくるね。」篇
  - 「白樺と晴れと水」篇
  - 「奏でる水とわたし」篇（2018年3月12日 - ）
- 住友生命保険 - 上田ひとみ 役[85]
  - 妹が1UP（2017年8月17日 - ）
  - 里帰りで1UP（2018年1月30日 - ）
  - 里帰りで妹も1UP（2018年2月15日 - ）
- アイレ ネオサイト「両目のナナ」篇（2017年11月 - ）[86]
- サンスター Ora2（2018年3月 - ）
  - Ora2 me デビュー篇
  - Ora2 me マウスウォッシュ篇
  - Ora2 PREMIUM篇
  - Ora2 me 女の子のためのハブラシ篇
- niko and...
  - であうにあうMOVIE 2018「君とノートとコーヒーと」（2018年3月8日 - ）
  - であうにあうMOVIE 2018秋冬「カケル」（2018年9月5日 - ） - 春野 役
- Google Japan Google アシスタント それ、Google にやらせよう。 篇（2018年8月21日 - ）
- Uber Eats
  - 「今夜、私が頂くのは… 盆栽篇」・「今夜、私が頂くのは… 玉ねぎヘア篇」・「今夜、私が頂くのは… ボタニカルヘア篇」共演：黒柳徹子（2020年3月13日 - ）[87]
- コカ・コーラシステム
  - 「ジョージア ラテニスタ カフェラテ」・「ジョージア ラテニスタ ビターラテ」
    - 「後ミルク」篇（2020年3月31日 - ）[88]
- 明治製菓「ガルボ」（2021年4月2日 - ）
- ジャックス「物以上の、物語を。」シリーズ（2022年4月5日 - 2025年3月）[89][90]
- ユニクロ
  - 「22FW Life と Wear/フリース 小松菜奈篇」（2022年10月17日 - ）[91]
- ライオン「ソフラン Airis（エアリス）」（2023年4月6日 - ）[92]
- ハーゲンダッツジャパン ハーゲンダッツアイスクリーム「本日、とろけ曜日。」篇（2023年4月25日 - ）[93]
- 野村不動産「プラウド」（2024年1月1日 - ）[94]
- メディカル「MYTREX REBIVE2」・「MYTREX REBIVE MINI XS2」
  - 「いまトレ、すぐトレ」篇（2024年11月22日 - ）[95]

### 広告
- JRタワー　APIA（2011年）
- フィンエアー オーロラキャンペーン（2011年 - 2012年）
- LaQua（2011年 - 2012年）
- アイレ ネオサイトワンデー シエル（2014年 - 2023年）[96]
- ルミネ（2015年）
- シャネル（2015年 - ） - ブランドアンバサダー[14][15]
- BEAMS創業40周年記念（2016年）
- niko and...（2018年 - 2020年） - ブランドアンバサダー[97]
- Gentle Monster 2024オプティカルコレクション（2023年 - 2024年） [98]

### カタログ
- haco. 「FELISSIMO」（2010年2月 - ）
- nissen（2010年4月 - ）
  - 「Petit Berry」
  - 「レディース」
- ファッションウォーカー 「musse」（2010年7月 - ）
- キャン 「SM2」（2010年10月 - ）
- 千總 「ふりそで夢立花」（2011年1月 - ）
- 千趣会（2011年9月 - ）
  - 「ハートダイアリー」
  - 「ライフスタイルインテリア」
- mercibeaucoup,（2011年11月 - ）
- CAROLINA GLASER（2012年1月 - ）
- W.P.C&Zippag（2012年2月 - ）
- AGAINST（2012年2月 - ）

### PV
- 石井杏奈 「My Brand New Story」（2009年10月14日）
- RADWIMPS
  - 「君と羊と青」（2011年3月9日）
  - 「そっけない」（2018年11月12日）[99]
- plenty 「あいという」（2011年12月7日）
- 椎名林檎 「自由へ道連れ」（2012年5月16日）
- チャットモンチー 「コンビニエンスハネムーン」（2012年9月12日）
- SALU 「Goodtime」（2014年5月21日）[注 11][100]
- 清水翔太 「SNOW SMILE」（2014年11月12日）[101]
- androp 「Yeah! Yeah! Yeah!」（2015年6月15日）
- 林宥嘉 「天真有邪」（2016年6月16日）
- 「TOKYO CULTURE STORY 今夜はブギー・バック（smooth rap）」（2016年10月21日）[102]
- never young beach 「お別れの歌」（2016年12月9日）
- Nissy 「花cherie」（2017年4月19日）沙那役
- ザ・チェインスモーカーズ&コールドプレイ 「サムシング・ジャスト・ライク・ディス」（2017年5月25日）[103]
- JUJU 「メトロ」（2018年10月31日）[104]
- 星野源 「Ain't Nobody Know」（2020年1月16日）
- Uru「今 逢いに行く」（2020年7月30日）[105]
- End of the World「Rollerskates」（2020年11月26日）[106]
- Vaundy「踊り子」（2021年11月17日）
- くるり「八月は僕の名前」（2022年10月2日）
- KID FRESINO「rose」（2023年8月21日）

### ランウェイ
- 東京ガールズコレクション
  - 2014A/W（2014年9月6日）
  - 2015S/S（2015年2月28日）
  - 2016A/W（2016年9月3日）
- ガールズアワード　2014A/W（2014年10月1日）
- a-nation&GirlsAward（2014年8月18日）

## 書籍

### 雑誌
- ニコ☆プチ（2008年　夏号、秋号、冬号　新潮社） - 専属モデル
- 装苑「小松さん」（2016年 - 2020年、文化出版局） - 連載

### 写真集
- 銀河---美少女ロット（我妻三輪子とのコラボ、2010年、発行:ジュピマール 発売:河出書房新社）ISBN 978-4309908939
- 18 : 小松菜奈 first photo book（2014年、双葉社）ISBN 978-4575307504
- 雪の国の白雪姫：写真詩集（詩・谷川俊太郎／写真・tsukao、2014年、パルコ）ISBN 978-4865061000
- Trabzon（2016年3月1日、SDP）ISBN 978-4906953356[107]
- #FF0921（菅田将暉とのアートブック 2023年9月21日、Righters）ISBN 978-4991293603

### デジタル写真集
- PROTO STAR 小松菜奈（JUPIMAR）
  - vol.1（2013年2月22日）ASIN B00BF7AOHG
  - vol.2（2013年3月1日）ASIN B00BJGABG2
  - vol.3（2013年3月15日）ASIN B00BPK073O
  - vol.4（2013年3月15日）ASIN B00BPK0734
  - vol.5（2013年3月15日）ASIN B00BPK07PM
  - vol.6（2013年3月15日）ASIN B00BPK084M
  - vol.7（2013年3月15日）ASIN B00BPK0860
  - vol.8（2013年3月15日）ASIN B00BPK087Y
  - vol.9（2013年11月8日）ASIN B00GBWEJJO
- えまなな（別冊 PROTO STAR、JUPIMAR） - emmaとのコラボ
  - 前編（2015年3月25日）ASIN B00V7XMFD4
  - 後編（2015年3月25日）ASIN B00V7Y6LKQ

### 書籍カバー
- 僕の隣で勝手に幸せになってください（著：蒼井ブルー）（2015年3月20日、KADOKAWA / 中経出版）ISBN 9784046011381

## 作品

### ミニアルバム
- さよならくちびる（2019年5月22日） - 門脇麦とのデュオ「ハルレオ」名義（映画『さよならくちびる』での役柄）[17]

### ショートムービー
- 小学館100周年特別ムービー（2022年8月8日）[108]。

## 受賞歴
- 2014年
  - 第39回報知映画賞 新人賞（『渇き。』）[109]
  - 第38回日本アカデミー賞 新人俳優賞（『渇き。』）[110]
  - 第69回毎日映画コンクール スポニチグランプリ新人賞（『渇き。』）[111]
- 2016年
  - 第27回日本ジュエリーベストドレッサー賞 10代部門[112]
  - 第8回TAMA映画賞 最優秀新進女優賞（『ディストラクション・ベイビーズ』『黒崎くんの言いなりになんてならない』『バクマン。』『ヒーローマニア-生活-』）[113]
  - 第38回ヨコハマ映画祭 最優秀新人賞（『ディストラクション・ベイビーズ』）[114]
  - 第90回キネマ旬報ベスト・テン 新人女優賞（『溺れるナイフ』『ディストラクション・ベイビーズ』『黒崎くんの言いなりになんてならない』『ヒーローマニア-生活-』）[115]
- 2019年
  - 第18回ニューヨーク・アジアン映画祭 スクリーン・インターナショナル・ライジングスター・アジア賞
  - 第44回報知映画賞 助演女優賞（『来る』『閉鎖病棟 -それぞれの朝-』)[19]
  - 第41回ヨコハマ映画祭 主演女優賞（『さよならくちびる』）[18]
  - 第43回日本アカデミー賞 優秀助演女優賞（『閉鎖病棟-それぞれの朝-』）[116]
- 2020年
  - 第44回日本アカデミー賞 優秀主演女優賞（『糸』）[117]
- 2021年
  - 第30回 日本映画プロフェッショナル大賞 主演女優賞（『さくら』『糸』）[118]